# 요아힘 자우어

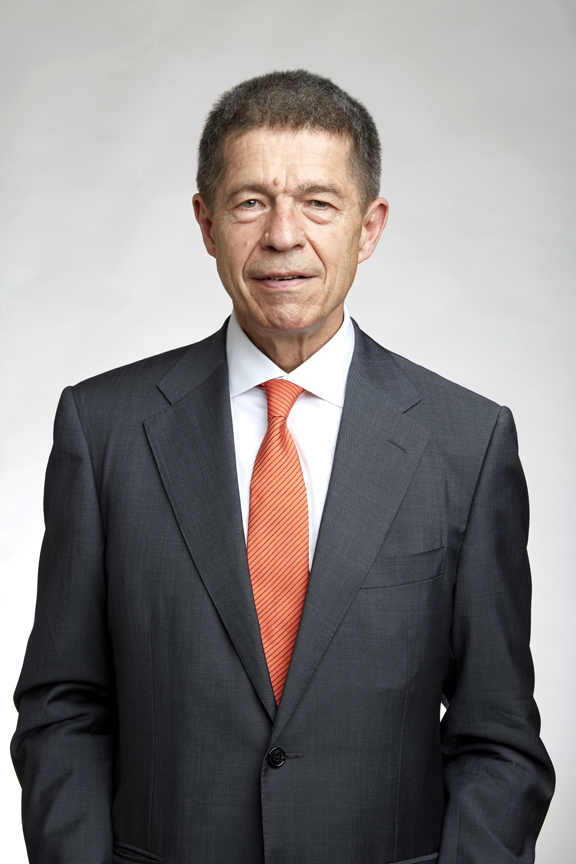
2018년 7월 런던에서 열린 왕립학회 입학식에서 요아힘 자우어

요아힘 자우어(독일어: Joachim Sauer, 1949년 4월 19일 ~ )는 독일의 양자화학자이자 베를린 훔볼트 대학교의 교수이다.
독일 총리 앙겔라 메르켈의 두 번째 남편으로, 독일 제국 성립 이후 최초의 독일 총리의 남성 배우자가 되었다. 그러나 자신의 본 직업인 양자화학자 일에만 전념하고 있기에 공식적으로 총리를 보좌하는 일은 하지 않는다.